# Tortuga (album)
| Recensione | Giudizio |
| ---------- | -------- |
| Rockol     |          |

Tortuga è il diciottesimo album in studio del cantautore Antonello Venditti, pubblicato nel 2015.

## Descrizione
Il disco è stato realizzato a Roma e anticipato, l'8 marzo 2015, dalla pubblicazione del singolo Cosa avevi in mente. Si tratta del primo album realizzato con il produttore Alessandro Canini, dopo la fine della trentennale collaborazione artistica con Alessandro Colombini.
Il titolo Tortuga deriva sia dal nome dell'isola, che da un bar situato di fronte al liceo classico statale Giulio Cesare, considerato un punto fondamentale nella vita emotiva del cantautore.
Pubblicato nell'aprile del 2015, l'album ha debuttato nella classifica italiana alla posizione #2. Il 15 maggio 2015 viene estratto il secondo singolo, Non so dirti quando.

## Tracce
1. Cosa avevi in mente – 3:54
2. Non so dirti quando – 3:26
3. Tienimi dentro te – 3:15
4. Nel mio infinito cielo di canzoni – 3:43
5. I ragazzi del Tortuga – 3:51
6. Ti amo inutilmente – 3:55
7. Attento a lei – 3:55
8. L'ultimo giorno rubato – 3:12
9. Tortuga – 4:05

## Formazione
- Antonello Venditti – voce, pianoforte, tastiera e vocoder
- Alessandro Canini – batteria, cori, programmazione, chitarra acustica ed elettrica, theremin, basso, pianoforte e sintetizzatore
- Angelo Abate – tastiera, pianoforte e organo Hammond
- Alessandro Centofanti – organo Hammond, pianoforte e sintetizzatore
- Maurizio Perfetto – chitarra acustica ed elettrica
- Danilo Cherni – tastiera, cori
- Toti Panzanelli – chitarra elettrica
- Roberto Pacco – tastiera
- Vicio – basso, tastiera
- Adriano Lo Giudice – basso
- Claudio Corvini – tromba
- Gianni Savelli, Amedeo Bianchi – sax
- Antonio Giampaoli – cori